# Jan Breydel (schip, 1909)
De Jan Breydel was een Belgische pakketboot, die, evenals zijn identieke zusterschip Pieter de Coninck, gebouwd in 1910, gebouwd is op de Cockerill Yards in Hoboken bij Antwerpen. Beide waren uitgerust met twee roeren en één scheepsschroef.
De Jan Breydel en de Pieter de Coninck waren 110,11 m lang en 12,95 m breed. Net als al de andere Belgische pakketboten voeren ze in de Eerste Wereldoorlog voor de geallieerde vloot. Ze stonden wel in dienst van de Britten als militaire transportschepen om troepen, lading en gewonden te transporteren. Ze waren gecamoufleerd met de wit-grijs-blauw-zwarte kleurbanden op hun romp, schoorstenen en bovenbouw. De Jan Breydel kon men van ver onderscheiden door zijn, gelijk schuins breed lopende camouflagestrepen. Eveneens als alle opgevorderde vracht-, passagiers- en voormalige overzetboten van de Oostende-Doverlijn, hadden ze lichte kanonnen op hun voor- en achterschip.

## Geschiedenis
- januari 1909 Stapelloop.
- 7 mei 1909 Maidentrip van Oostende naar Dover.
- 31 augustus 1914 Koningin Elisabeth en de prinsen Leopold en Karel vervoerd naar Engeland
- 7 september 1914 Keerden ze aan boord van hetzelfde schip naar Antwerpen terug.
- 21 september 1915 Opgeëist door de Britse Admiraliteit. De Jan Breydel deed daarna dienst als hospitaal- en troepentransportschip. Ze deed 798 overtochten en vervoerde 135.474 militairen.
- 2 augustus 1919 Volgt teruggave aan de Belgische staat.
- 1931 Verkocht aan een reder uit de Levant. Na een herstel- en opknapbeurt werd ze herdoopt als Tourist. Ingevolge de vorderingen van schuldeisers bleef het schip twee jaar ongebruikt in Antwerpen liggen.
- 1933 Volgt uiteindelijk toch de sloop.